# Michel Fourniret
Michel Fourniret (Sedan, 4 de abril de 1942 – Paris, 10 de maio de 2021) foi um assassino em série francês, autor do sequestro, estupro e morte de sete jovens mulheres num período de quatorze anos, entre 1987 e 2001.
Ele também foi condenado pela morte de um homem e é suspeito de ter matado ao menos outras quatro mulheres.
Ficou conhecido como  "O Ogro das Ardenas" ou "A Besta das Ardenas" e condenado à prisão perpétua em maio de 2008.
Em maio de 2021, após a morte do criminoso, ao menos 21 casos não esclarecidos foram reabertos e e a política fará exames de DNA para descobrir se as mortes estão relacionadas a Michel.

## Biografia
Michel nasceu em 4 de abril de 1942 em Sedan, França, numa família desestruturada - seu pai era alcoólatra. Foi casado três vezes e era pai de cinco filhos e, segundo investigações, teria se tornado um predador sexual depois de descobrir que sua primeira esposa não era virgem. As autoridades o consideravam "obcecado pela virgindade", além de " muito inteligente e perverso", reporta o La Vanguardia da Espanha.

## Os crimes

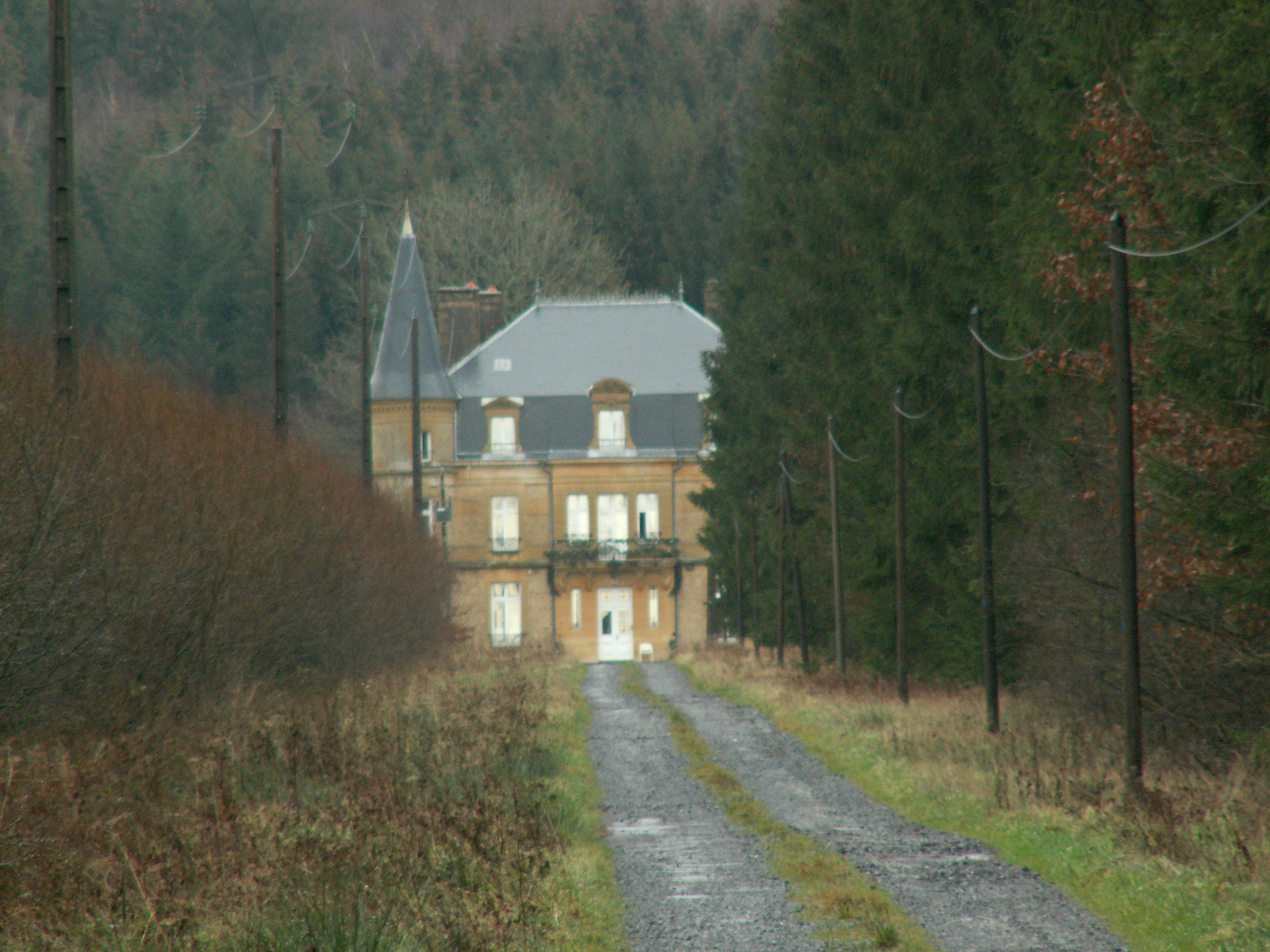
O Chateau du Sautou, onde o criminoso cometeu alguns de seus crimes, ficava numa área isolada em meio a árvores

Fourniret foi preso pela primeira vez em 1967, aos 25 anos de idade, pela agressão sexual de uma menina. Seguiram-se outras prisões em 1984 e 1987, também por agressão sexual. Após ser solto, mudou-se para a Bélgica, onde foi preso em 2003 após a tentativa frustrada de rapto de uma adolescente de 13 anos.
Em 2004, sua terceira esposa, Monique Olivier, o denunciou após ouvir as notícias de que outra esposa de um pedófilo assassino em série (Michelle Martin, mulher de Marc Dutroux) tinha sido condenada por cumplicidade. Segundo investigações posteriores, Monique conheceu Michel na prisão quando trabalhava como visitante voluntária. Os dois teriam então feito um pacto: ele mataria seu primeiro marido e ela o ajudaria a encontrar e sequestrar as vítimas.
Ele foi extraditado para a França em 2006, onde levou os policiais aos restos mortais de Isabelle Laville, de 17 anos, estuprada e assassinada em 1987. Seu corpo havia sido jogado em um poço. Outros dois corpos (de Jeanne-Marie e Elisabeth) foram encontrados enterrados em seu Château du Sautou, perto de Donchery, nas Ardenas Francesas, onde ele morava com Monique.

### Modus operandi
Michel localizava suas vítimas enquanto dirigia. Ele então parava para pedir informações e persuadia as jovens a entrar em seu carro. Após caírem em sua armadilha, elas eram levadas para sua propriedade ou lugares ermos, onde eram estupradas. Depois eram baleadas, estranguladas ou esfaqueadas até a morte. Os corpos, depois, eram descartados em locais diversos - num poço, enterrados, à beira de uma praia, etc.
A sua companheira, Monique agia para atrair e tentar acalmar as vítimas, apesar de saber que elas seriam mortas.

### Área de atuação
Áreas isoladas, principalmente bosques, da região das Ardenas, que fica na fronteira do sul da Bélgica com o noroeste da França.

### Perfil das vítimas
As vítimas de Michel eram mulheres jovens que tinham entre 12 e 22 anos de idade.
- Isabelle Laville: morta em 1987 em Auxerre, França, aos 17 anos. Seu corpo foi encontrado em 2000;
- Fabienne Leroy: morta em Chalons-en-Champagne, França, em 1988, aos 20 anos. Seu corpo foi encontrado no dia seguinte;
- Jeanne-Marie Desramault: morta em Charleville-Mezieres, França, em 1989, aos 22 anos. Seu corpo foi encontrado em 2004 na antiga propriedade de Fourniret;
- Elisabeth Brichet: morta em Namur, Bélgica, em 1989, aos 12 anos. Seus restos mortais foram encontrados em 2004 na antiga propriedade de Fourniret;
- Natacha Danais: morta em 1990 perto de Nantes, França, aos 13 anos. Seu corpo foi encontrado três dias depois na praia próxima;
- Celine Saison: morta em Charleville-Mezieres, França, em 2000, aos 18 anos. O corpo foi encontrado três meses depois na Bélgica;
- Mananya Thumphong; morta em 2001 em Sedan, França, aos 13 anos. Os restos mortais foram encontrados na Bélgica em 2002.

Michel também pode ter feito outras vítimas e admitiu ter sequestrado, estuprado e depois matado Joanna Parrish, Estelle Mouzin e Marie-Angele Domece. No entanto, estes três casos nunca chegaram a ser encerrados.
- Farida Hellegouarch: morta em 1988, era a namorada de um dos integrantes de uma quadrilha de assaltantes de bancos, conhecida como "Gangue das Perucas", de quem Fourniret roubou as senhas para acessar e roubar contas mantidas pela quadrilha num banco. Com este dinheiro, ele teria comprado o Château du Sautou;[8][9]
- Marie-Angele Domece: era deficiente e tinha19 anos. Mora morta em Auxerre em julho de 1988;[12]
- Joanna Parrish: uma professora que trabalhava na cidade francesa de Auxerre; foi morta aos 20 anos, em 1990. O corpo foi encontrado num rio de Auxerre;[1][11]
- Estelle Mouzin: tinha 9 anos e desapareceu em 2003 em Seine-et-Marne. Michel e Monique confirmaram seu envolvimento, mas o corpo nunca foi encontrado;[6]

## Prisão, julgamento e pena
Em maio de 2008, Michel Fourniret foi condenado à prisão perpétua na França, devendo cumprir pelo menos 28 anos em regime fechado. Segundo a BBC à época, no tribunal o assassino em série se descreveu como "um indivíduo extremamente perigoso".
Monique Oliver também recebeu a pena de prisão perpétua por cumplicidade. Ela havia confessado ter atraído mulheres para a casa do casal entre 1992 e 1997.

## Morte
Fourniret morreu em Paris em 10 de maio de 2021, aos 79 anos de idade, no Hospital da Salpêtrière, onde passou vários dias internados para tratar problemas de saúde, como o Mal de Alzheimer.
Após sua morte, os pais de Joanna Parish, que acompanhavam os julgamentos de Michel, declararam que queriam ter visto o criminoso enfrentar o tribunal pela morte da filha. O pai da jovem, Roger Parrish, disse que "as autoridades francesas deveriam ter tido mais responsabilidade e ter levado o criminoso a julgamento antes disso [sua morte]". Já a mãe de Joanna,  Pauline disse estar "contente por ele estar morto. Gostaria de dizer que espero que ele tenha sofrido. Sei que não é uma coisa muito bonita de se dizer, mas é assim que me sinto".